# 波尔卡点

黃底紅色的波尔卡点

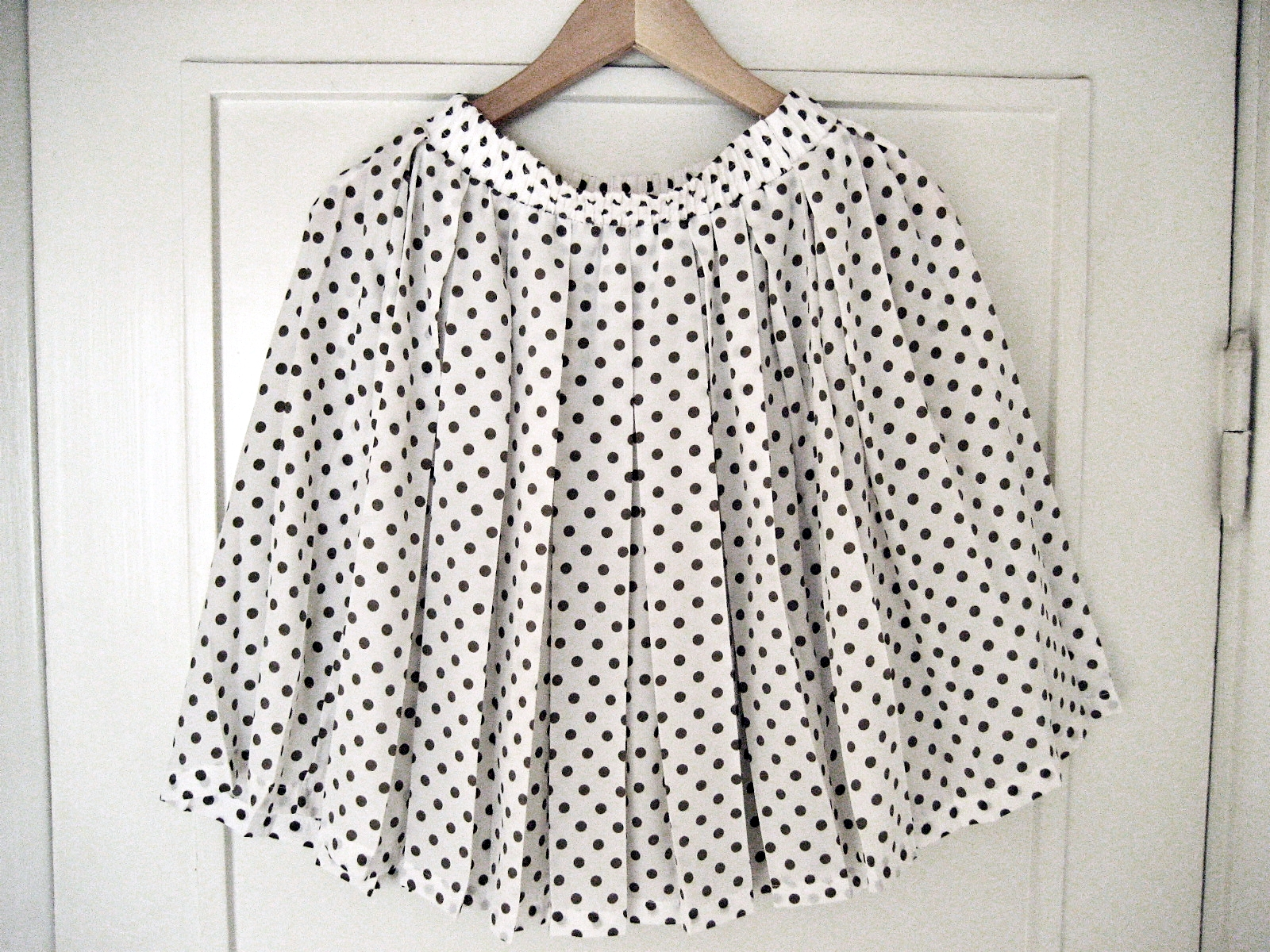
波尔卡点花纹的短裙

波尔卡点也稱為波卡圓點（英語：Polka dot），是一种由一系列实心圆点构成的花纹。这些圆点通常大小一致，排列紧密，但也有波尔卡点是由許多大小不同的圓點構成。波尔卡点常见于儿童服饰、玩具及家具设计，但它的用途远比这个要广。不过，这种花纹很少在正式场合的服饰上出现，仅白点黑底的式样偶尔可见。这是因为波尔卡点这种花纹常与较为随意的服饰（如浴袍、内衣等）联系在一起。
波尔卡点最早流行是在19世纪后期的英国。

## 语源
1854年，“波尔卡点”被使用的早期记录在《耶鲁文学杂志》的122期、第7页上发布。这个图案的名字与波尔卡舞相同，因此使人怀疑这种图案是否与波尔卡舞有关。不过，叫这个名字的原因仅仅是此花紋和波尔卡舞是在同時開始著名的。当时代的很多时尚设计和产品也使用了这个“波尔卡”的名字。

## 用途

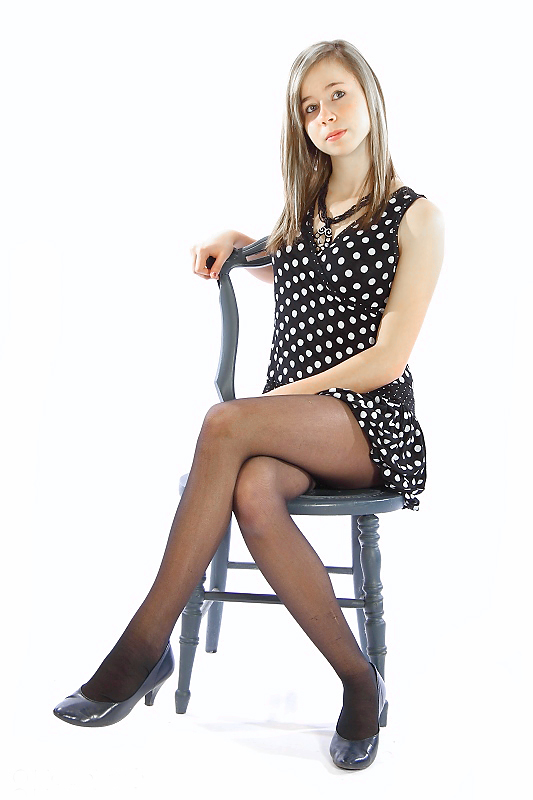
穿著波尔卡点服裝的女生

傳統的波尔卡点是用在佛朗明哥舞舞者及表演者的服裝上。弗雷德里克·巴齐耶的畫作《家庭聚會》中就有二個穿著藍色波尔卡点服裝的女性。1962年時DC漫畫中出現了波尔卡点人，身上有不規則大小及不同顏色的圓點。1965年時鲍勃·迪伦發行的專輯《Just Like Tom Thumb's Blue》中加上波尔卡点。歌手蘭迪·羅茲用的吉布森飛行V吉他上也有波尔卡点。職業摔角選手德斯提·羅茲曾在世界摔角比賽出場時，使用有黃色波尔卡点的配備，當時看起來很怪，不過是很成功和令人難忘的噱頭。藍調吉他手巴迪·盖伊常用一把有米黃色波尔卡点的Fender Stratocaster吉他。委內瑞拉時尚設計師卡罗琳娜·埃雷拉在80年代後期及90年代初期，會在設計的服裝上用粉紅色的波尔卡点。自1975年起，环法自行车赛最佳爬坡手會得到一件波爾卡點運動衣。波尔卡圆点是日本服裝設計師川久保玲鍾愛的圖案。日本藝術家草間彌生的許多作品中也使用不規則的波尔卡点。
在波卡舞流行時，有許多以波尔卡為名的物品，像波尔卡帽、波尔卡夾克等。但當波卡舞不流行時，這些東西也消聲匿跡了，只有波尔卡点還在繼續使用。
2006年時英國開始流行波尔卡点的裙子、连衣裙、圍巾，因此帶動另一波的流行。2003年成軍的英國女子團體The Pipettes也常穿著波尔卡点的服裝。
波尔卡点也在流行音樂中出現，《Polka Dots and Moonbeams》是由Jimmy Van Heusen作曲，Johnny Burke作詞的歌曲，1940年發行，是Gil Evans整理的一百首最多錄音的爵士樂歌曲中的一首。《Itsy Bitsy Teenie Weenie Yellow Polka Dot Bikini》（黄色圆点比基尼娃娃）的內容是一個害羞的女孩穿了一件小巧的黃色小圓點比基尼泳裝，因為怕人看，因此先後躲在更衣室裡、毛毯裡及海裡面，這首歌是由Paul Vance及Lee Pockriss作曲，放在Brian Hyland1960年6月的專輯中。